# 纳姆博尔
纳姆博尔（Nambol），是印度曼尼普尔邦Bishnupur & Imphal West县的一个城镇。总人口18117（2001年）。

## 人口
该地2001年总人口18117人，其中男性9043人，女性9074人；0—6岁人口2388人，其中男1211人，女1177人；识字率67.56%，其中男性为76.20%，女性为58.95%。